# Jayx ibn Khumàrawayh
Abu-l-Assàkir Jayx ibn Khumàrawayh ibn Àhmad ibn Tulun (àrab: أبو العساكر جيش بن خماروية بن أحمد بن طولون, Abū l-ʿAsākir Jayx ibn Ḫumārawayh ibn Aḥmad ibn Ṭūlūn), més conegut com a Jayx ibn Khumàrawayh (?-896) fou emir tulúnida d'Egipte i de Síria (896).
Poc després de pujar al tron a la mort (assassinat) del seu pare Khumàrawayh el 18 de gener de 896, fou enderrocat pels caps militars del govern tulúnida que van posar al tron al seu germà Harun ibn Khumàrawayh.